# Carmen Carolina
Carmen Carolina Silva Pigozzi (Londrina, 12 de outubro de 1979), mais conhecida simplesmente como Carmen Carolina, é uma praticante de taekwondo brasileira. Ela representou o Brasil nos Jogos Olímpicos de Verão de 2000, realizados em Sydney, na Austrália, na categoria até 57 kg. Como técnica, recebeu o título de "Chefe de Equipe Jogos Pan-americanos" em Guadalajara, em 2011.[ligação inativa] Foi técnica olímpica nos Jogos Olímpicos de Versão de 2016.

## História
Iniciou no esporte em 1992, por intermédio de seu irmão, Rafael Leocadio:.
Carmen Carolina, iniciou a prática esportiva com a professora Maria Zulmira, em uma bairro de periferia chamado Vivi Xavier, em uma academia de fundo de quintal chamada Pequeno Tigre. Após seu inicio com Maria Zulmira, seu esposo, agora Técnico olímpico Clóvis Aires da Silva a convidou para fazer treinos extras, e assim iniciar realmente sua trajetória no esporte.
Com dois anos de treinamento, Carmen inicia em competições nacionais, e começa a se destacar em todos eles.

## Principais Títulos Conquistados
- Integrante da seleção Brasileira Junior - 1996 - 1997
- Campeã Brasileira Junior - 1996 - 1997
- Participação no Primeiro Campeonato Mundial Junior - Barcelona 1996
- Integrante da seleção Brasileira Adulto - 1997 - 1998 - 1999 - 2000 - 2002- 2003 -2004
- Participação Campeonato Mundial  - Hong Kong - 1997
- Medalhista de prata Campeonato Sul americano Paraguai - 1997
- Medalhista de ouro Jogos Sul americanos 1998 - Equador
- Participação Campeonato Mundial Alberta - Canada - 1999
- Medalhista de ouro seletiva Pan-americana para os Jogos olímpicos de Sidney - Eua - 1999
- Participação Jogos Olímpicos de Sidney, 2000 sendo a primeira e unica atleta da modalidade nesta edição dos jogos Olímpicos.[6]

PRÊMIOS:
Eleita melhor atleta da modalidade pelo Comitê Olímpico Brasileiro - 2000
Participação Copa do Mundo Vietnam - 2001
Medalhista de Bronze Copa do Mundo Japão - 2002
Medalhista de Ouro Jogos Sul americanos - Brasil 2002

## Títulos como Técnica
- Técnica Seleção Brasileira 2010 - 2016
- Técnica Jogos Sul americanos 2010 -
- Técnica Campeonato Mundial Coreia 2011
- Chefe de Equipe Jogos Sul americanos Chile - 2014
- Técnica Jogos Pan-americanos México 2011
- Chefe de Equipe Jogos Pan-americanos Guadalajara 2011[7]
- Chefe de Equipe Jogos Pan-americanos Canada - 2015
- Técnica dos Jogos Pan-americanos Canada - 2015
- Chefe de Equipe Campeonato Mundial Rússia - 2015
- Técnica Campeonato Mundial Rússia - 2015
- Técnica Olímpica Jogos Olímpicos Rio 2016[4]
- Técnica Grand Prix - Manchester, Turquia, México.
- Coordenadora Taekwondo em Rio Claro/Sp
- Coordenadora Projeto Futuro olímpico em parceira com escolas Municipais da cidade
- Professora Taekwondo Instituto Crescer no Esporte

PRÊMIOS
Eleita melhor técnica da seleção Paulista 2010

Eleita melhor técnica do Brasil pela Confederação Brasileira de Taekwondo - 2013